# Meloboris gracilis
Meloboris gracilis là một loài tò vò trong họ Ichneumonidae.